# Juan Jané Giralt
Joan Jané Giralt (Barcelona, 31 de mayo de 1953- ), jugador, entrenador y seleccionador de waterpolo español.

## Biografía
Como jugador fue internacional absoluto. Comenzó su carrera waterpolísta en 1964 y se retiró como jugador en 1983, pasando a ser entrenador.
En 1993 comienza a dirigir a la selección de waterpolo masculina de España. En 11 años que dirige a la selección, hasta 2004, ésta conseguirá ganar la medalla de oro en los Juegos de Atlanta 96 y dos títulos del mundo en Perth 98 y Fukuoka 2001.
En abril de 2009 pasó a entrenar a la selección española de waterpolo femenino, pero en diciembre de 2009 dejó la selección española para dirigir la selección China de waterpolo femenino.

## Clubes
- Club Natació Barcelona ( España)
- Club Natació Atlètic Barceloneta ( España)
- Centro Natación Helios ( España)[5]

Como entrenador:
- Club Natació Terrasa ( España)
- Club Natació Barcelona ( España)

## Títulos
Como Jugador de la selección española
- 10.º en los juegos olímpicos de Múnich 1972
- 9.º en los juegos olímpicos de México 1968

Como seleccionador la selección española de waterpolo masculino
- 6.º en los juegos olímpicos de Atenas 2004
- 4.º en los juegos olímpicos de Sídney 2000
- Oro en el campeonato del Mundo Fukuoka 2001
- Oro en el campeonato del Mundo Perth 1998
- Oro en los juegos olímpicos de Atlanta 1996
- Plata en el campeonato del Mundo 1994

Como seleccionador la selección española de waterpolo femenino
- 8.º en el campeonato del Mundo Roma 2009

Como seleccionador la selección china de waterpolo femenino
- Plata en el campeonato del Mundo Shanghái 2011

## Premios, reconocimientos y distinciones
- Medalla de Oro de la Real Orden del Mérito Deportivo, otorgada por el Consejo Superior de Deportes (2001)[6]